# María Luisa Fernández (escultora)
María Luisa Fernández (Villarejo de Órbigo, León, 1955) es una artista de escultura y performance española.

## Trayectoria profesional
Estudió Bellas artes en la Universidad del País Vasco, entre 1979 y 1984, y se especializó en pintura, aunque más tarde se dedicaría a la escultura y la performance. En sus años de universidad estableció amistad con Juan Luis Moraza y Txomin Badiola, entre otros, pertenecientes a una generación que se desarrolló entre finales de los 70 y principios de los 80 en la facultad de Bellas Artes, influenciada por el arte minimal, post-minimal y el arte conceptual. 
El primer trabajo de Fernández fue un proyecto colaborativo (1979-1985) conocido con las siglas CVA, Comité de Vigilancia Artística, que llevó a cabo con Juan Luis Moraza, y en el que se hacía una crítica a la libertad del arte y se pretendía liberarlo del yugo del mercado. Artistas internacionales como Joseph Kosuth, Robert Smithson o Piero Manzoni, sirvieron de modelo para Fernández y Moraza.
En 1985 CVA se disolvió y Fernández comenzó a exponer en solitario y continuó realizando muestras colectivas entre 1987 y 1997 en diferentes lugares de España, Francia y Portugal.
En el año 2000 se instaló en Vigo, donde comenzó a impartir clases de escultura en la Universidad de la ciudad.

## Exposiciones
Entre sus exposiciones individuales destacan Anda, dímelo andando, dímelo andando, que si tú llevas miedo, yo voy temblando, realizada en la galería Oliva Arauna (1990), y la muestra Burla Expresionistas, en Trayecto Galería de Vitoria (1993), por sus numerosas referencias.
A pesar de la desaparición de CVA en 2011, el Museo Nacional Centro de Arte Reina Sofía recuperó una obra de 1982 llamada Límite (implosión), que afianzó la importancia de CVA para las prácticas conceptuales de España. Esta instalación estaba formada por un gran número de molduras de marcos quebrados, un doble pedestal y una esfera de acero dorada, que criticaba la hegemonía de la pintura a principios de los años 80, a la vez que buscaba un cambio de escenario y de significación del arte.
Recientemente, el Museo de Arte Contemporáneo de Vigo llevó a cabo una retrospectiva (febrero-mayo de 2016) de Fernández, comisariada por Beatriz Herráez y titulada Je je... luna, con obras suyas realizadas entre 1979 y 1997.
En 2018 su escultura Artistas ideales. Man Ray (1995) formó parte de la exposición El poder del arte, organizada con motivo del 40 aniversario de la Constitución española, las obras procedentes del Museo Nacional Centro de Arte Reina Sofía se ubicaron en las sedes del Congreso de los Diputados y del Senado.

## Premios
A lo largo de su trayectoria profesional ha recibido diferentes premios, entre los que destacan por su importancia a nivel nacional:
- Accésit de Gure Artea y Ayuda de Investigación del Gobierno Vasco, 1983.
- Accésit del Villa de Bilbao y Primer Premio de Escultura en Gure Artea, 1985.
- Beca de Escultura del Gobierno Vasco, 1986.
- Beca Banesto, 1989.[1]
- Premio Gure Artea, 2017.[6]